# Styrehus
Styrehuset er det rum på et skib, hvor kaptajnen dirigerer skibet frem mod dens destination.